# Übermedien
Übermedien ist ein deutschsprachiges Onlinemagazin für Medienkritik in der Rechtsform einer GmbH, die von Stefan Niggemeier und Boris Rosenkranz gegründet wurde und seit dem 16. Januar 2016 online ist. 2017 erhielt das Magazin den Bert-Donnepp-Preis für Medienpublizistik. 2025 verkaufte Niggemeier seinen 50-Prozent-Anteil an dwdl.de, blieb aber Autor des Magazins.

## Inhalte
Übermedien beschäftigt sich mit dem Mediengeschehen in Deutschland und der Arbeit von Journalisten. In Stil und Themenwahl richtet es sich an ein breites Publikum. Die Redaktion besteht aus Stefan Niggemeier und Boris Rosenkranz, der auch für das Fernsehmagazin Zapp schreibt. Ihrer Meinung nach fehlt es in Deutschland an guter Medienkritik. Die Aufgabe von Übermedien sei es, zu analysieren, „wo Medien falschliegen und warum“, aber auch, was gelungen ist. Das Magazin enthält Texte, darunter Interviews, sowie Fotostrecken, moderierte Videos, Karikaturen und den von Holger Klein moderierten Interview-Podcast Holger ruft an. In der Rubrik Kolumne schreiben verschiedene freie Autoren zu unterschiedlichen Schwerpunkten. Unter dem Titel „Bahnhofskiosk“ widmet sich jeweils ein Autor einer Zeitschrift.
Mit der redaktionellen Idee verband Niggemeier ein geschäftliches Konzept. Um unabhängig zu sein, wird Übermedien ausschließlich von den Nutzern finanziert.

## Rezeption
Der Ansatz von Übermedien sei „differenzierte, ausgeglichene Medienkritik“, schrieb Felix Stephan zum Start des Magazins 2016 in Zeit Online. Es sei „das Medienressort, das sich die etablierten Häuser nicht mehr leisten können“.
Laut Stephan Ruß-Mohl machen Niggemeier und Rosenkranz mit Übermedien „hintergründigen Medienjournalismus“. Sie prüften speziell die Fakten bei etablierten Medien und interessierten sich weniger für die Fakes und Verschwörungstheorien, die auf YouTube und in den sozialen Medien kursieren.
Das Magazin wurde 2017 mit dem Bert-Donnepp-Preis ausgezeichnet. Die Jury befand: „Übermedien vereint kluge Kommentare, tiefgreifend-hintergründige Recherchen und satirische Ansätze – stets mit klarer Haltung und dem unverbrüchlichen Optimismus: das geht besser!“